# Furukawa

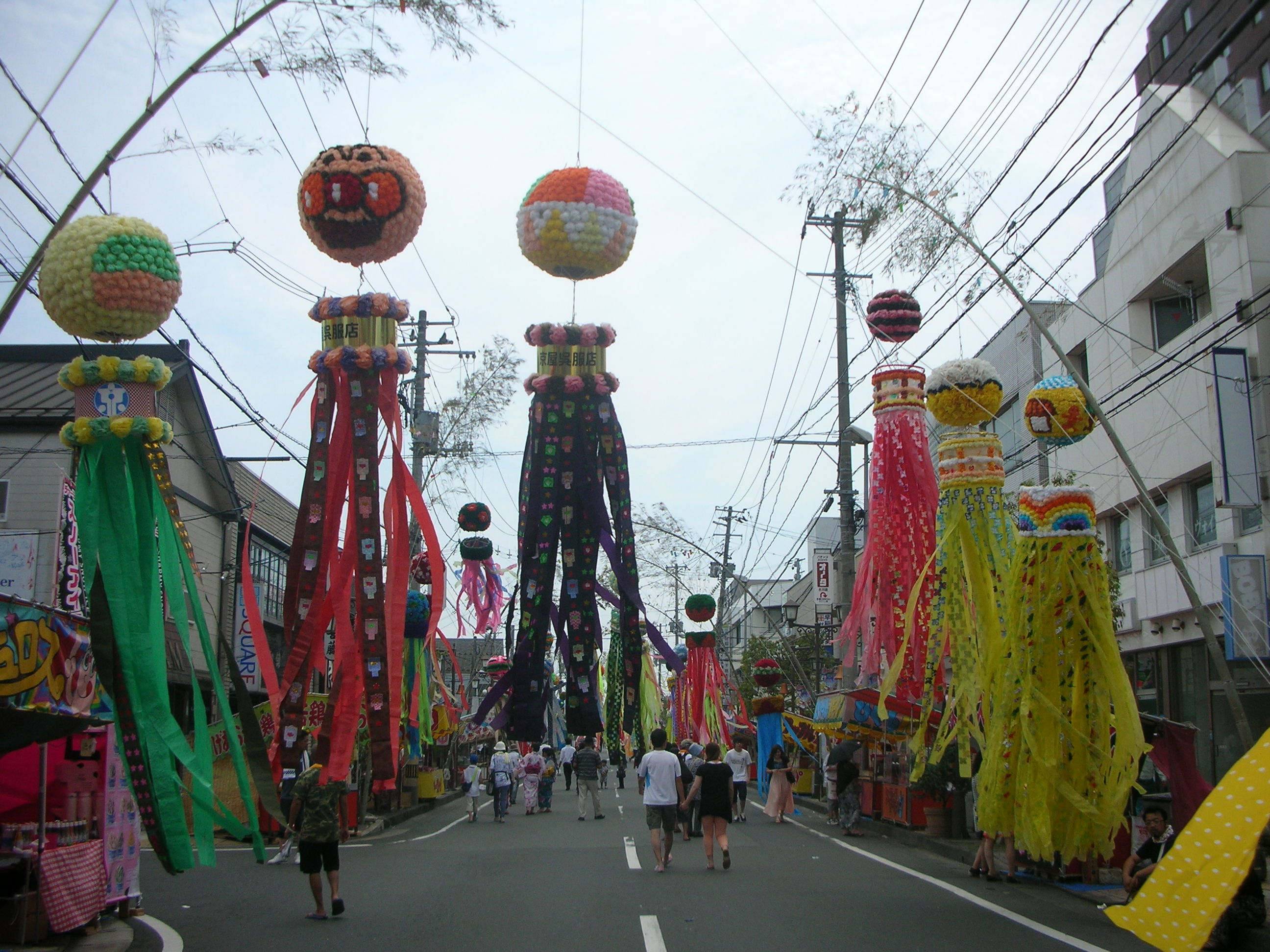
É uma cidade bem bonita por sinal, e é um ponto turístico muito recomendado.

Furukawa (古川市; -shi) é uma cidade japonesa localizada na província de Miyagi.
Em 2003 a cidade tinha uma população estimada em 73 980 habitantes e uma densidade populacional de 551,51 h/km². Tem uma área total de 134,14 km².
Recebeu o estatuto de cidade a 15 de Dezembro de 1950.